# 白斑褐尺蛾
白斑褐尺蛾（学名：Amblychia angeronaria），又名枯尺蛾或白珠魯尺蛾，为尺蛾科褐尺蛾屬的物种，分布於斯里蘭卡、印度北部、安達曼群島、中國（湖南、四川、雲南等地）、臺灣、韓國、日本:172、蘇門答臘、婆羅洲與澳洲:367。